# Travsport i Finland

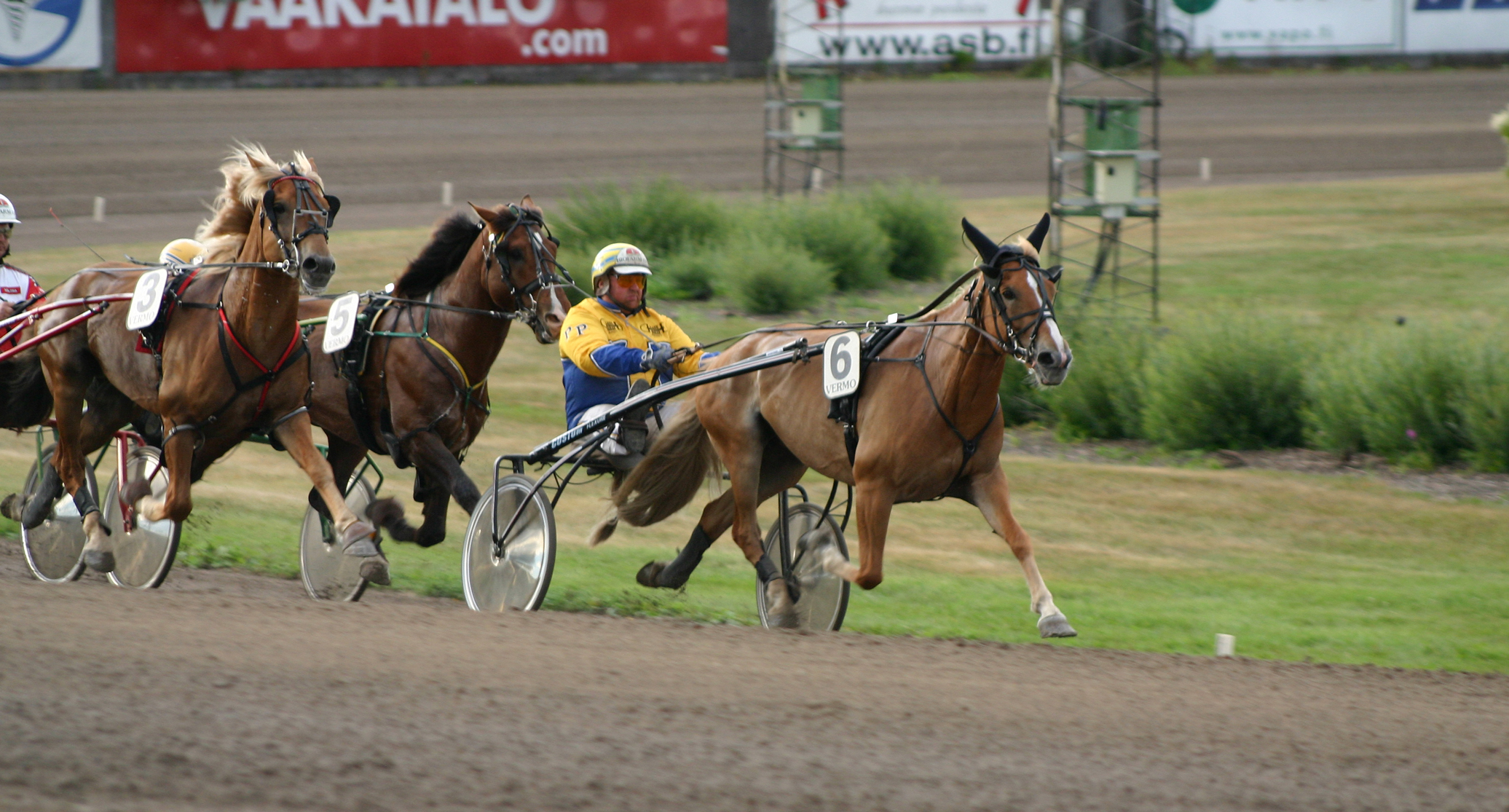
Finskt kallblod är den enda hästras som härstammar helt från Finland.

Travsport har förekommit i Finland sedan åtminstone 1817. Trav är den största formen av hästkapplöpning i landet. Det moderna travet i Finland formades på 1960-talet när man började tävla med importerade varmblodshästar och totalisatorspel blev populärt.
Sporten når en årlig publiksiffra på cirka 670 000 och är med det en av landets populäraste idrottsgrenar. I de finska travloppen deltar knappt 7000 hästar, lite under 2000 kuskar. Det finns cirka 160 professionella tränare i landet och över 7000 registrerade amatörtränare. Spel på hästar omsätter årligen cirka 230 miljoner euro.

## Historia
De första kända travtävlingarna hölls 1817 på Aura ås is i Åbo. De första travtävlingarna med prisutdelning ordnades 1850 i Kuopio. Travsport började snart understödjas av statsmakten, som insåg dess betydelse för hästaveln.
En organiserad tävlingsverksamhet inleddes på 1870-talet, då uppställdes bland annat regler för ett av staten anordnat rikstrav som hölls så gott som årligen 1862-1939. Stamboken för finska kallblodiga hästar stängdes 1907.
Travsporten i Finland fick sett till prestationerna ett uppsving efter andra världskriget, medan banornas kvalitet, publikutrymmen, totalisatoromsättning med mera länge förblev otillfredsställande. På 1960-talet började importerade varmblodshästar användas vid tävlingar. På 1970-talet blev trav en publiksport av stora mått. Till de förbättrade förhållandena och ökade publiktillströmningen bidrog inte minst det stegrade intresset för totalisatorspel.
Landets första travsällskap grundades 1873 i Joensuu. Överorganisation för den finländska travssporten är numera Finlands Hippos, vari 1972 uppgick bland annat det 1919 bildade Finska travförbundet.
2001 tillsattes en hästhushållningsdelegation. Denna arbetar som ett rådgivande organ i anslutning till jord- och skogsbruksministeriet, och dess uppgift är att avge utlåtanden om fördelningen av totalisatormedel för främjandet av hästuppfödning och hästsport. Dessutom skall den ta initiativ och avge utlåtanden i andra ärenden som anknyter till hästhushållningen.

## Tävlingar
Travlopp ordnas varje dag bortsett från julafton och juldagen. Den viktigaste travtävlingen i Finland är Kungstravet som är en årlig stormönstring för Finlands bästa kallblodstravare. Bland övriga stora tävlingar märks Suur-Hollola-loppet, St. Michel-loppet, Kymi Grand Prix och Finlandialoppet.

## Travbanor
Totalt tävlas det på 43 olika travbanor i landet. Banorna delas in i tre kategorier, centralbanan Vermo i Esbo, 17 landskapsbanor och 24 sommarbanor. Därtill finns det ungefär 120 träningsbanor.

### Centralbana

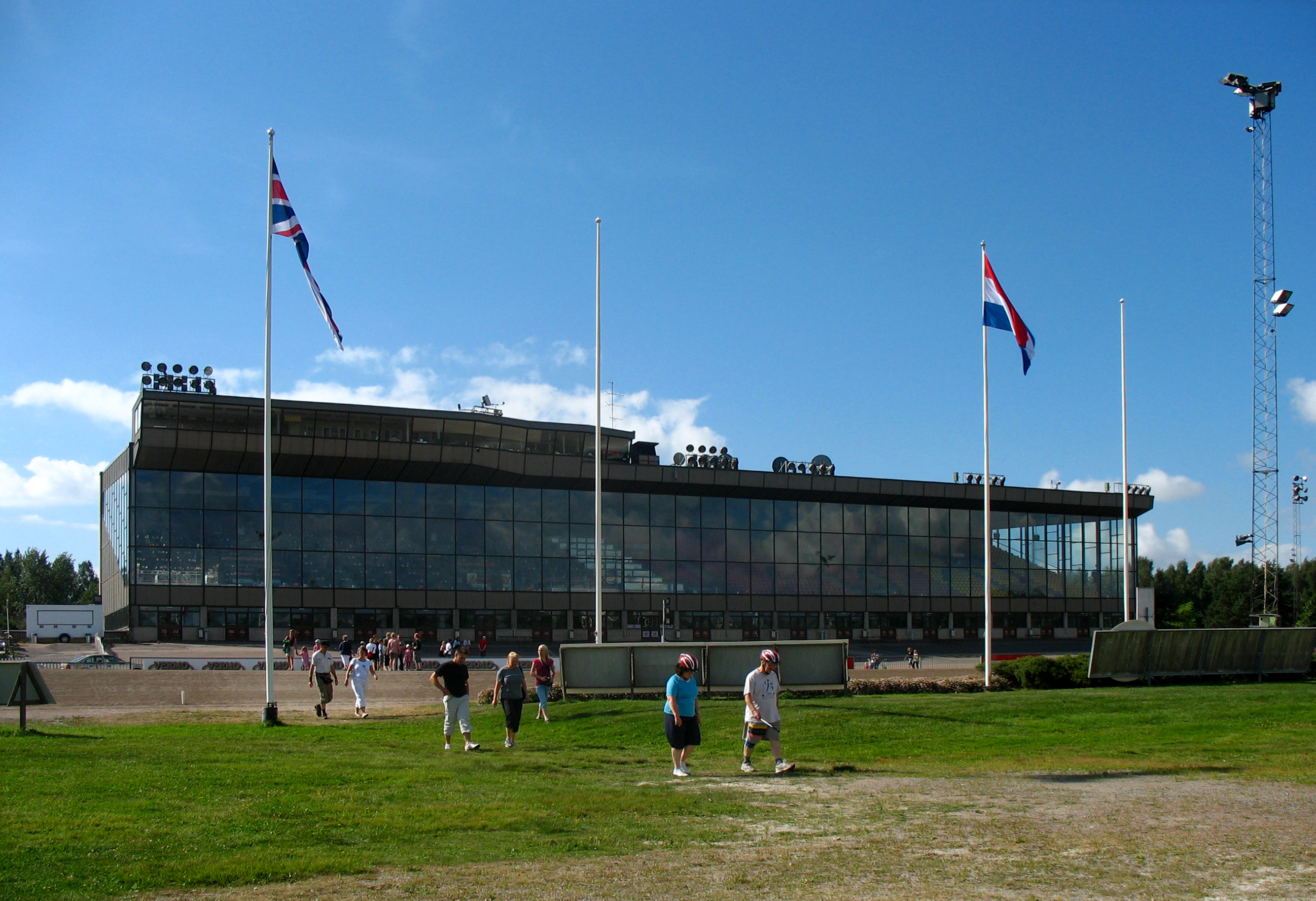
Helsingfors travbana Vermo i Esbo är Finlands centralbana.

| Ort  | Bana           |
| ---- | -------------- |
| Esbo | Vermo travbana |

### Landskapsbanor
| Ort           | Bana                    |
| ------------- | ----------------------- |
| Björneborg    | Björneborgs travbana    |
| Forssa        | Pilvimäki travbana      |
| Jyväskylä     | Killeri travbana        |
| Kajana        | Kajana travbana         |
| Kaustby       | Kaustby travbana        |
| Kouvola       | Kouvola travbana        |
| Kuopio        | Kuopio travbana         |
| Lahtis        | Jokimaa travcentrum     |
| Rovaniemi     | Mäntyvaara travbana     |
| Seinäjoki     | Seinäjoki travcentrum   |
| S:t Michel    | S:t Michels travbana    |
| Torneå        | Laivakangas travbana    |
| Uleåborg      | Uleåborgs travbana      |
| Villmanstrand | Villmanstrands travbana |
| Ylivieska     | Travcentrum Keskinen    |
| Ylöjärvi      | Teivo travbana          |
| Åbo           | Skogsbacka travbana     |

### Sommarbanor
| Ort        | Bana                |
| ---------- | ------------------- |
| Alahärmä   | Härmä travbana      |
| Alahärmä   | Powerpark travbana  |
| Haapajärvi | Haapajärvi travbana |
| Halso      | Halso travbana      |
| Hankasalmi | Hankasalmi travbana |
| Jämsä      | Jämsä travbana      |
| Kalajoki   | Kalajoki travbana   |
| Kannus     | Kannus travbana     |
| Kauhava    | Kauhava travbana    |
| Kausala    | Kausala travbana    |
| Kemijärvi  | Kemijärvi travbana  |
| Kittilä    | Kaukonen travbana   |
| Karleby    | Heimari travbana    |
| Kolari     | Kurtakko            |
| Kumo       | Kumo travbana       |
| Lappo      | Lappo travbana      |
| Lieksa     | Lieksa travbana     |
| Lovisa     | Lovisa travbana     |
| Mariehamn  | Mariehamns travbana |
| Pihtipudas | Pihtipudas travbana |
| Riihimäki  | Riihimäki travbana  |
| Sodankylä  | Sodankylä travbana  |
| Suonenjoki | Suonenjoki travbana |
| Vieremä    | Vieremä travbana    |